# Jubilejní zemská výstava v Praze 1891
Jubilejní výstava v Praze roku 1891 byla hospodářská, kulturní a společenská výstava, která se konala od 15. května do 18. října 1891 na oslavu stého výročí první průmyslové výstavy konané v pražském Klementinu roku 1791. Původně byla plánována jako všeobecná zemská výstava, avšak pro bojkot německých podnikatelů v Čechách se stala přehlídkou rozvoje a vyspělosti českého průmyslu a české podnikavosti. Konala se na nově vybudovaném výstavišti těsně za okrajem tehdejší Prahy, které existuje dosud.

## Společenské a politické pozadí
V roce 1885 se v Budapešti konala uherská všeobecná výstava, o kterou byl v Čechách mimořádný zájem a po jejím skončení se projevily snahy o uspořádání obdobné výstavy v Praze. Průmyslník a předseda pražské obchodní komory Bohumil Bondy v roce 1887 inicioval ustavení zvláštní komise pro zřízení stálé výstavní budovy v Praze. Výsledkem činnosti práce komise bylo memorandum z 26. října 1887 o zřízení stálé výstavní budovy v bubenečském parku pro konání průmyslové a zemědělské výstavy, které bylo předloženo Vysokému sněmu Království českého. Memorandum bylo ve sněmu přijato kontroverzně. Němečtí poslanci většinou myšlenku všeobecné zemské výstavy odmítali s odůvodněním, že by přinesla užitek jen Čechům. V listopadu 1888 byl ustaven výbor pro přípravu výstavy ve složení Richard Jahn, František Křižík, Emil Kubinzky, Václav Nekvasil, Carl Umrath, Josef Wohanka a hrabě Karl Max Zedtwitz. Bylo přijato rozhodnutí, že výstava se bude konat v roce 1891, na paměť stého výročí první průmyslové výstavy a bude tedy nazývána „jubilejní“.
Začátkem roku 1890 němečtí podnikatelé začali požadovat, aby se výstava posunula až na rok 1892. Zdůvodňovali to údajnou nemožností včas připravit výstaviště do roku 1891, skutečným důvodem však bylo, že by výstava přestala být jubilejní. V létě a na podzim roku 1890 dosáhly rozpory mezi českými a německými poslanci zemského sněmu vrcholu. Němečtí zástupci vystoupili ze všech výstavních výborů a němečtí podnikatelé odřekli svoji účast na výstavě.
Vaše Urozenosti velectěný pane hrabě!
Vedení německého lidu v Čechách sdělilo s námi, že se doporučuje německým členům výkonného výboru a ostatním německým orgánům zemské výstavy 1891 v Praze, aby složili své funkce, čímž naše mandáty pominuly. Oznamujíce to Vaší Urozenosti prosíme, abyste o tom dosavadní naše soudruhy zpraviti, jim slušné díky naše za jich povždy kolegiální jednání vyříditi, jakož i tytéž díky Sám přijati ráčil. Račtež, vysoce urozený pane hrabě, býti ubezpečen o nejúplnější úctě naší.
němečtí členové výkonného výboru hraběti Zedtwitzovi, 27. 11 1890
Vystoupení Němců z účasti na výstavě však mělo opačný efekt, než v který doufali. Nejenže tím nebyly přípravy výstavy narušeny, naopak, české úsilí o zdárné zahájení výstavy zesílilo. Neúčast Němců tak umožnila zorganizovat výstavu jako českou národní akci, demonstrující českou hospodářskou zdatnost a dovednost.

## Příprava výstaviště
Za místo výstaviště byla vybrána Královská obora v Bubenči. Hlavními projektanty výstavy se stali Bedřich Münzberger a Antonín Wiehl, sadovou úpravu garantoval František Thomayer. 15. února 1890 se konala schůze Výkonného výboru , kde byl schválen vyrovnaný rozpočet výstavy s příjmy a výdaji ve výši 1 132 000 zl.
Vyměřovací práce začaly v březnu 1890. Současně byl císař František Josef I. požádán, aby nad výstavou přijal protektorát. Císař protektorát nad výstavou 12. května 1890 přijal a přislíbil účast na výstavě. V květnu 1890 započala stavba výstavních budov. Začala se stavět Strojovna a vyrůstat konstrukce Průmyslového paláce.
V září 1890 postihla Království české rozsáhlá povodeň, která měla těžký dopad na přípravné práce. Mohutná povodeň, která strhla v Praze i část Karlova mostu, způsobila značné škody na výstavišti. Dvě třetiny výstaviště byly zatopeny a stavební práce byly přerušeny. 11. září se zřítily čtyři oblouky železné konstrukce Průmyslového paláce.
Živelní katastrofa však ještě více podnítila úsilí ke zdárnému zahájení výstavy v nadcházejícím roce. V říjnu 1890 se přihlásila cementárna Max Hergett s tím, že za cenu pouhých 6 000 zl., což byla cena o polovinu nižší, než byla rozpočtová, provede celou betonovou Křižíkovu fontánu.
V té době již byla rozpracována či dokončena stavba některých budov a pavilónů jako např. pavilónu zemského výboru, restaurace plzeňského pivovaru či pavilón českých papíren.
Vzhledem k rozsahu naplánovaných prací a požadovanému termínu otevření výstavy v květnu 1891 bylo rozhodnuto, že stavební práce budou probíhat i v zimě. Stavební výbor zakoupil množství mrazuvzdorného vápna a kotel na ohřev vody pro výrobu malty.

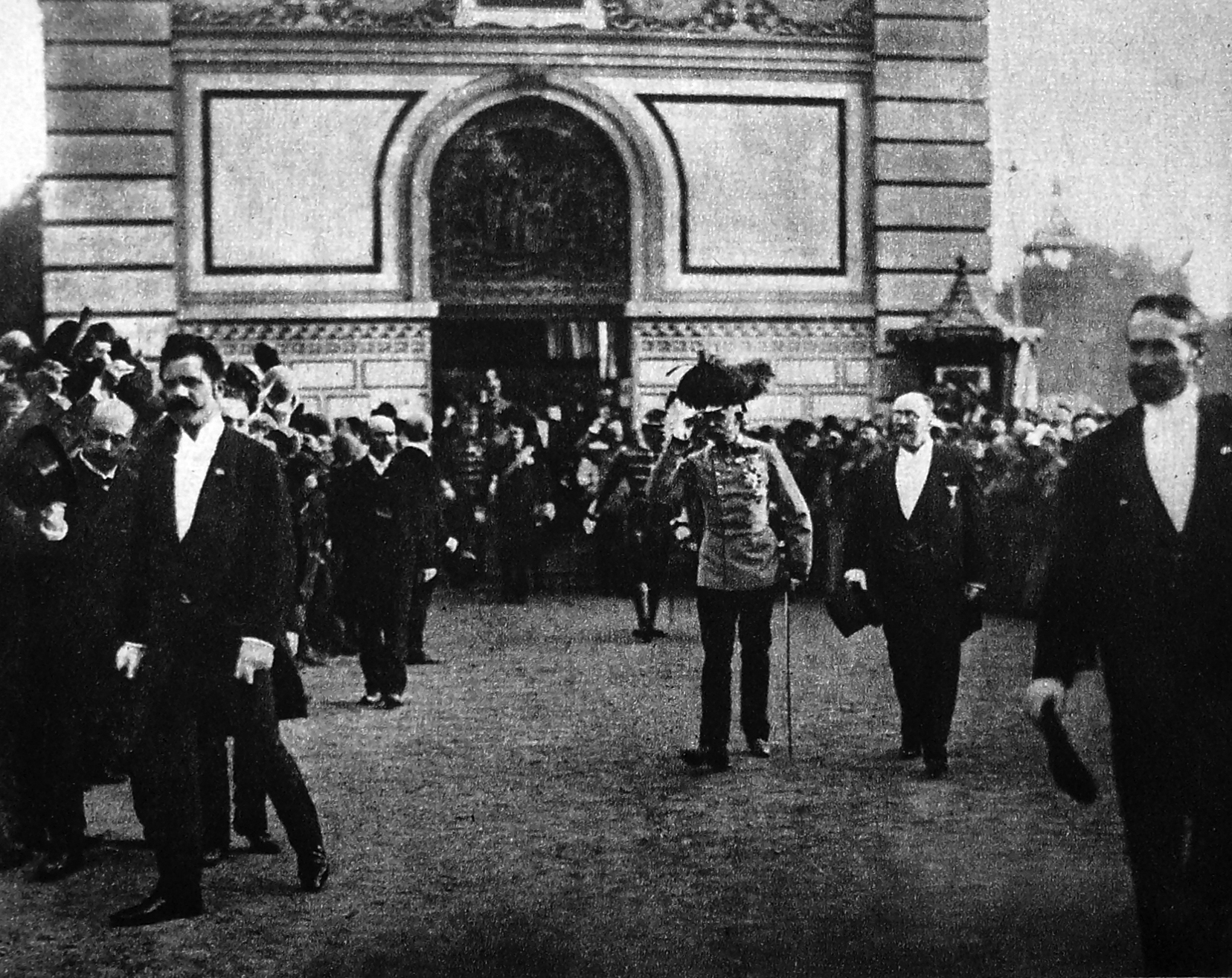
Rudolf Bruner-Dvořák: Císař František Josef I. na Jubilejní výstavě v roce 1891

## Otevření výstaviště
Dne 15. května 1891 byla výstava slavnostně zahájena za zvuků Dvořákových fanfár. Úvodní projev měl arcivévoda Karel Ludvík. Slavnostního otevření se zúčastnili ministři vídeňské vlády Gautsche, Pražák, Bacquehem, Záleský, místodržitel hrabě František Thun, maršálek kníže Jiří Lobkovic, poslanci zemského a říšského sněmu, představitelé české šlechty a podnikatelů. Císař František Josef I. se zahájení výstavy nezúčastnil, přijel do Prahy až 25. září a vedle Prahy navštívil i Liberec.

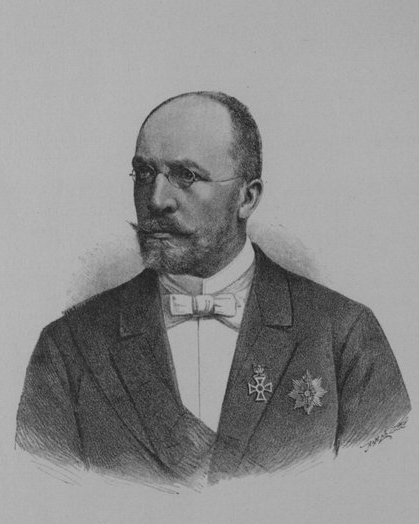
Karel Max hrabě Zedtwitz, předseda Výkonného výboru

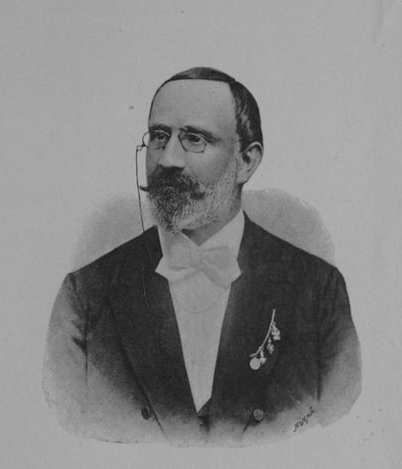
Bohumil Bondy, první český předseda pražské obchodní komory a předseda Výboru finančního

## Organizace a řízení výstavy
Veškerou organizační a pracovní činnost na výstavě řídil Výkonný výbor, který reprezentoval výstavu navenek – vůči úřadům a jiným osobám. Předsedou Výkonného výboru byl Karel Max hrabě Zedtwitz. Výkonný výbor se v průběhu výstavy pracovně sešel 158krát a vyřídil za tu dobu 21 300 podání. V organizačně kritických obdobích a při významných událostech během výstavy zasedal výbor permanentně.
Výkonnému výboru podléhalo několik dalších výborů:
- Výbor stavební řídil a organizoval veškeré stavební práce, odsouhlasoval stavební rozpočty, dohlížel na statické výpočty ocelových konstrukcí a na stavební práce, na zřízení vodovodu, údržbu cest a výplaty mezd stavebních dělníků.[18]
- Výbor finanční zajišťoval kompletní financování průběhu výstavy včetně odpovědnosti za smlouvu o financování výstavy, uzavřenou se Zemskou bankou království českého.[19]
- Výbor instalační evidoval a rozhodoval o přihláškách vystavovatelů, dohlížel na rovnoměrné zastoupení vystavovaných expozic na výstavě.[20]
- Výbor redakční měl dozor nad novinářskou kanceláří výstavy a zajišťoval všeobecné povědomí o výstavě pomocí novin a jiných sdělovacích prostředků.[20]
- Výbor dopravní zajišťoval péči o hromadné návštěvy, organizoval výstavní vlaky, vystavní slavnosti a různé zábavní podniky.

Vedle výše uvedených celovýstavních výborů působilo během jubilejní výstavy množství výborů skupinových, zaobírajících se jednotlivými výstavními odvětvími a zajišťujícími instalace exponátů. Ke skupinovým výborům patřil především Ústřední hospodářský výbor, jemuž předsedal kníže Karel Schwarzenberg a dále pak více než dvacet dalších výborů. Výboru pro výstavu uměleckou jubilejní předsedal Josef Myslbek. Výboru pro výstavu retrospektivní předsedal rytíř Vojtěch Lanna mladší a po jeho rezignaci hrabě Zdeněk Thun.

## Financování výstavy
K financování výstavy byly zřízeny dva finanční fondy: fond základní a fond zárukový.
Fond základní sloužil k zabezpečení krytí výloh v souvislosti s provedením jubilejní výstavy. Fond zárukový byl zřízen k vyrovnání případného schodku financí pozávěrečném vyúčtování výstavy. Základní příjmy do obou fondů plynuly z příspěvků vystavovatelů. Výše příspěvků vystavovatelů závisela na ročním obratu vystavovatele. Například továrny mající obrat vyšší než 1 000 000 zl. přispívaly do základního fondu částkou 1 000 až 2 000 zl. a do záručního fondu částkou 2 000 až 4 000 zl. Dalšími zdroji financí byla subvence ve výše 100 000 zl. poskytnutá výstavě sněmem Království českého a množství finančních sbírek. Celkové náklady na stavební činnosti na výstavišti činily 921 194 zl., z čehož největší část připadla na stavbu průmyslového paláce, v celkové výši 474 690 zl.

## Zaměření a rozsah
Návštěvníci jubilejní výstavy měli možnost seznámit se uceleně se stavem české průmyslové, zemědělské (rostlinné i živočišné) a lesnické výroby, s ovocnářstvím, vinařstvím, pivovarnictvím, včelařstvím a dalšími odvětvími českého hospodářství. Výstava obsahovala průmyslové expozice strojírenské, hornické, sklářské, keramické i průmyslové chemie. Část výstavy byla zaměřena na společenskou stránku života v Čechách: na zdravotnictví, zemské korporace a spolky, na výtvarné umění i archeologické vykopávky.

## Budovy, pavilóny, atrakce a jiné objekty na výstavě

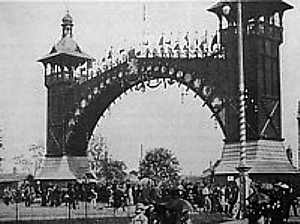
Rudolf Bruner-Dvořák: Vstupní brána na Jubilejní výstavu 1891

- Vstupní brána se dvěma věžemi byla 18 metrů vysoká, ozdobená znaky čtyřiceti českých měst. Byla navržená architektem Antonínem Wiehlem. Dřevěná brána stála do roku 1952, kdy byla z bezpečnostních důvodů stržena. Areál čítal 106 číslovaných pavilonů a 4 nečíslované[25].
- Průmyslový palác čelně uzavírající hlavní výstavní třídu byl největší a nejnákladnější budovou výstaviště. Byl vyprojektován architekty Bedřichem Münzbergerem a Františkem Prášilem. K jeho stavbě bylo poprvé v dějinách české architektury použito montovaných železných konstrukcí. Stavbu provedla První českomoravská strojírna na stroje ve spolupráci se stavební firmou architekta Františka Víšky za 5 měsíců, a to během velmi nepříznivých povětrnostních podmínek. Železná konstrukce Průmyslového paláce vážila 800 tun. Ocelové oblouky měly rozpětí 38 m. Průmyslový palác byl otevřen 15. března 1891. Náklady na palác dosáhly 474690 zlatých.
- Strojovna, čili objekt pro výstavu strojních expozic, byla také dílem architekta Bedřicha Münzbergera. Nalézala se v zadní části výstaviště, oddělené od přední části cestou se stromořadím. Měla železnou příhradovou konstrukci, na rozdíl od Průmyslového paláce ovšem bez větších zděných dekorativních částí. Montáž provedla mostárna Pražské akciové strojírny. Náklady na stavbu dosáhly 100 000 zlatých. Strojní expozice ve Strojovně se hlavní měrou podílely na slávě jubilejní výstavy za hranicemi monarchie. Hlavními vystavovateli byly firmy Emil Škoda, Plzeň, Akciová strojírna (dříve Breitfeld), Daněk a spol., František Ringhoffer, První českomoravská továrna na stroje, Pražská akciová strojírna, dříve Ruston a spol. a elektrotechnický závod Františka Křižíka. V roce 1893 byla Strojovna rozebrána a prodána do Innsbrucku, kde je používána jako Veletržní hala B.
- Pavilón Zemského výboru Království českého s balustrádami a sochou Nadšení od Fr. Hergessela navrhl arch. Bělský.

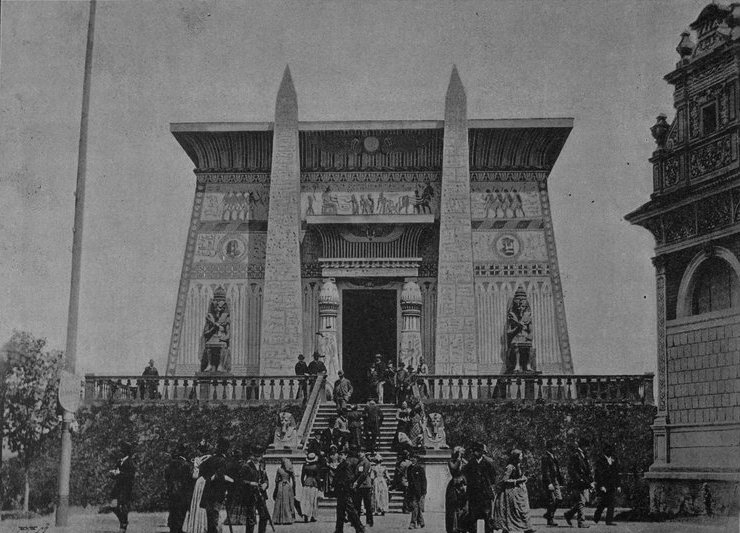
Pavilón českých papírníků

- Pavilón pěti českých železáren ve stylu francouzské renesance, vystavovaly Poldina a Heřmanova huť v Kladně, válcovna teplická, huť Bessemerova a Rudolfova z Teplic, Montanní společnost a cementárna Králův Dvůr.
- Pavilón českých papírníků, ve stylu staroegyptského chrámu, nacházející se východně od pravého křídla Průmyslového paláce.
- Cukrovarnický pavilón se nacházel napravo od Strojovny, vedle kaštanového stromořadí. Obsahoval klasickou oborovou expozici výrobních zařízení cukrovarnického průmyslu včetně výstavy konečných produktů. Před pavilónem byl několik metrů vysoký dřevěný model homole cukru.
- Šlechtické pavilóny se nacházely nalevo od Strojovny v tzv. panské čtvrti. Z šlechtických podnikatelských rodin vystavovali např. arcivévoda František Ferdinand d'Este, kníže Mořic Lobkovic, hrabě Jaromír Černín, hrabě Jan Harrach, hrabě Arnošt Silva Tarrouca, český místodržitel hrabě Thun, kníže Hanavský, hrabě Karel Buquoy. Ochutnávárny svých výrobků otevřel kníže Adolf Josef ze Schwarzenbergu, přičemž se v organizaci výstavy angažoval i jeho syn Jan Nepomuk. Pavilóny byly stylizovány do podob loveckých zámečků a lesních mysliven. Obsahovaly expozice z polního a lesního hospodářství, rybářství a těžby nerostů. Většinou byly doplněny dějinami rodů, někdy také zajímavými až excentrickými exponáty. Hrabě Černín například vystavoval zkrvavený oděv Viléma Slavaty, vyhozeného z okna Pražského hradu roku 1618.[26] Pavilón Mořice Lobkovice byl po výstavě přesunut do Bíliny, kde stojí dodnes.

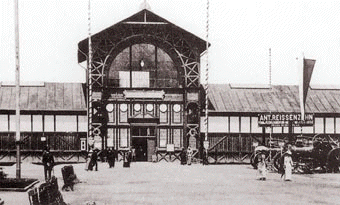
Pavilón Antonína Reissenzahna, Jubilejní výstava Praha 1891

- Pavilón Antonína Reissenzahna prezentující holešovickou Reissenzahnovu ocelárnu.
- Pavilón c. a k. báňských závodů v Čechách.
- Pavilón městské plynárny pražské, železná konstrukce s kupolí, navrhl architekt A. Stibral.
- Rybářský pavilón dřevěná budova s pavlačemi ve stylu lidové chalupy, projektoval Antonín Wiehl, s rybníčkem.
- Pavilón pro poštu, telegraf, telefon a policii – neorenesanční jednopatrová budova s psaníčkovými sgrafity, situovaná vlevo od vchodu při hlavní bráně. Návrh Antonín Wiehl.
- Zahradnický pavilón se skleníkem pro exotické rostliny, projektoval Antonín Wiehl.
- Křižíkova vodní fontána, rozkládající se za Průmyslovým palácem, byla bezesporu jednou z největších technických atrakcí výstaviště. Pomocí parního stroje byly nasvětlené barevné proudy vody vrhány až do výše 25 metrů.
- Balónová aréna se nalézala za Strojovnou. Vedle příležitostných produkcí se slony a šelmami se zde vypouštěly balóny. Maxmillián Wolf zde provozoval upoutaný balón Kysibelka, který umožňoval třem vzduchoplavcům zhlédnout okolí výstaviště z výše až 300 metrů. Po havárii balónu byli do Prahy pozváni francouzští vzduchoplavci Eduard Surcouf, Louis Godard a Eugéne Taupin.
- Pavilón českých turistů v podobě gotické vyšehradské pevnostní brány Špička obsahoval diorama bratří Liebscherů představující bitvu o Karlův most mezi Švédy a studenty z třicetileté války. Dnes se tento pavilón nachází na Petříně a je v něm zrcadlové bludiště.
- Česká chalupa, obsahující výstavu zaměřenou na český venkov. Architektonický návrh Antonína Wiehla. Tato etnografická expozice inspirovala řadu návštěvníků k jejímu napodobování a obecně k zájmu o předměty denní potřeby venkovského lidu. Nejznámějším případem je Staročeská chalupa v Přerově nad Labem (jako muzeum založena okolo roku 1900 Ludvíkem Salvátorem Toskánským), která se stala základem místního skanzenu – Polabského národopisného muzea.
- Pavilón Retrospektivní výstavy (též Pavilón kr. hl. m. Prahy) neorenesanční trojkřídlá budova s horním ateliérovým osvětlením a se dvěma dvorky, kterou na objednávku města Prahy navrhl architekt Antonín Wiehl pro přehlídku starožitností od pravěku po empír, včetně zbraní, zbroje a lidových památek. Byla situována jako první velká stavba vpravo za hlavní branou a za pavilonkem kavárny, dnes je v ní Lapidárium Národního muzea. Výstava měla 10 oddělení, předsedou výboru byl po odstoupení Vojtěcha Lanny zvolen Zdeněk hrabě Thun-Hohenstein, místopředsedové Štěpán Berger a Antonín Barvitius. Přípravu výstavy řídilo 25 členů výboru, mj. Bohumil Matějka, Jan Koula, Josef Smolík, Zikmund Winter a další[27].
- Vedle velkých pavilónů bylo na výstavě veliké množství menších pavilónů, stánků a atrakcí: Pavilón zemského výboru království českého, Pavilón Květena, Pavilón Měšťanského pivovaru z Plzně, Pavilón Živnostenské banky, Pavilón královského hlavního města Prahy, budova pro přidruženou mezinárodní výstavu, Papírenský pavilón. Vedle výstavních objektů byla na výstavišti celá řada restaurací a stánků: American Bar s černošskou obsluhou, Stánek kakaa a čokolády firmy Van Houten, čokoládovny Augusta Tschinkela, Gallyho balkánská vinárna, Choděrova plzeňská velkorestaurace, třeboňská pivnice knížete J.A. Schwarzenberga, turecká kavárna, amerikánská restaurace nebo japonská čajovna.

K příležitosti Jubilejní zemské výstavy byly roku 1891 zprovozněny dvě nové pozemní lanovky (na Letnou a na Petřín), nová Petřínská rozhledna a Křižíkova elektrická dráha na Letné, první česká elektrická dráha.

## Všesokolský slet
Zvláště s ohledem na zvýrazněnou úlohu prezentace českého národa se rozhodli Sokolové k akci přispět uspořádáním II. všesokolského sletu. V sousedství výstaviště si v Královské oboře poblíž tratě pronajali od města pozemek. Byl sice po povodni zanesený bahnem, do 1. května 1891 se jej podařilo vyčistit a pak za dva měsíce zde postavili tribuny pro 7000 diváků, šatny a další potřebné stavby. Vlastní slet byl třídenní akcí na konci června 1891 a zúčastnilo se jej několik tisícovek sokolů z Čech, Moravy i zahraničí, kteří přijeli 51 zvláštními vlaky. Na samotném výstavišti se sokolové prezentovali svým exponátem, v Praze pak řadou doprovodných akcí (průvod, divadla, besedy).

## Význam a důsledky
18. října 1891 byla výstava ukončena. Zúčastnilo se ji přes dva a půl miliónů návštěvníků. Výstava výrazným způsobem posílila sebevědomí českého národa. Jasně ukázala, jaký potenciál, podnikavost a dovednost jsou ukryty v českém národě. Významnou měrou zbavila český národ nedůvěry ve vlastní schopnosti a síly. Byla to působivá propagační akce symbolizující novou českou podnikatelskou aktivitu.
Jubilejní zemská výstava v roce 1891 byla intenzivně dokumentována několika fotografy. Jeden z nich – Rudolf Bruner-Dvořák – zde vytvořil první fotografickou reportáž v české historii. Jednalo se o pád balonu Kysibelka. Jeho fotografie z výstavy se pravidelně objevovaly na stránkách ilustrovaného časopisu Praha.

Sté výročí výstavy připomněla Všeobecná československá výstava v roce 1991.

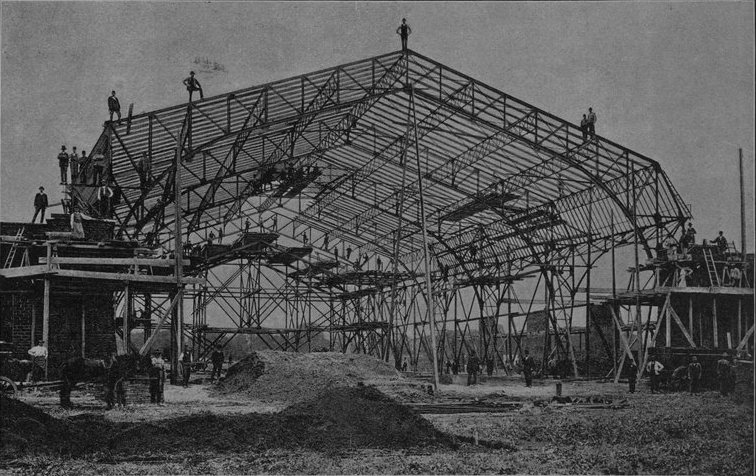
Montáž Strojovny v září 1890
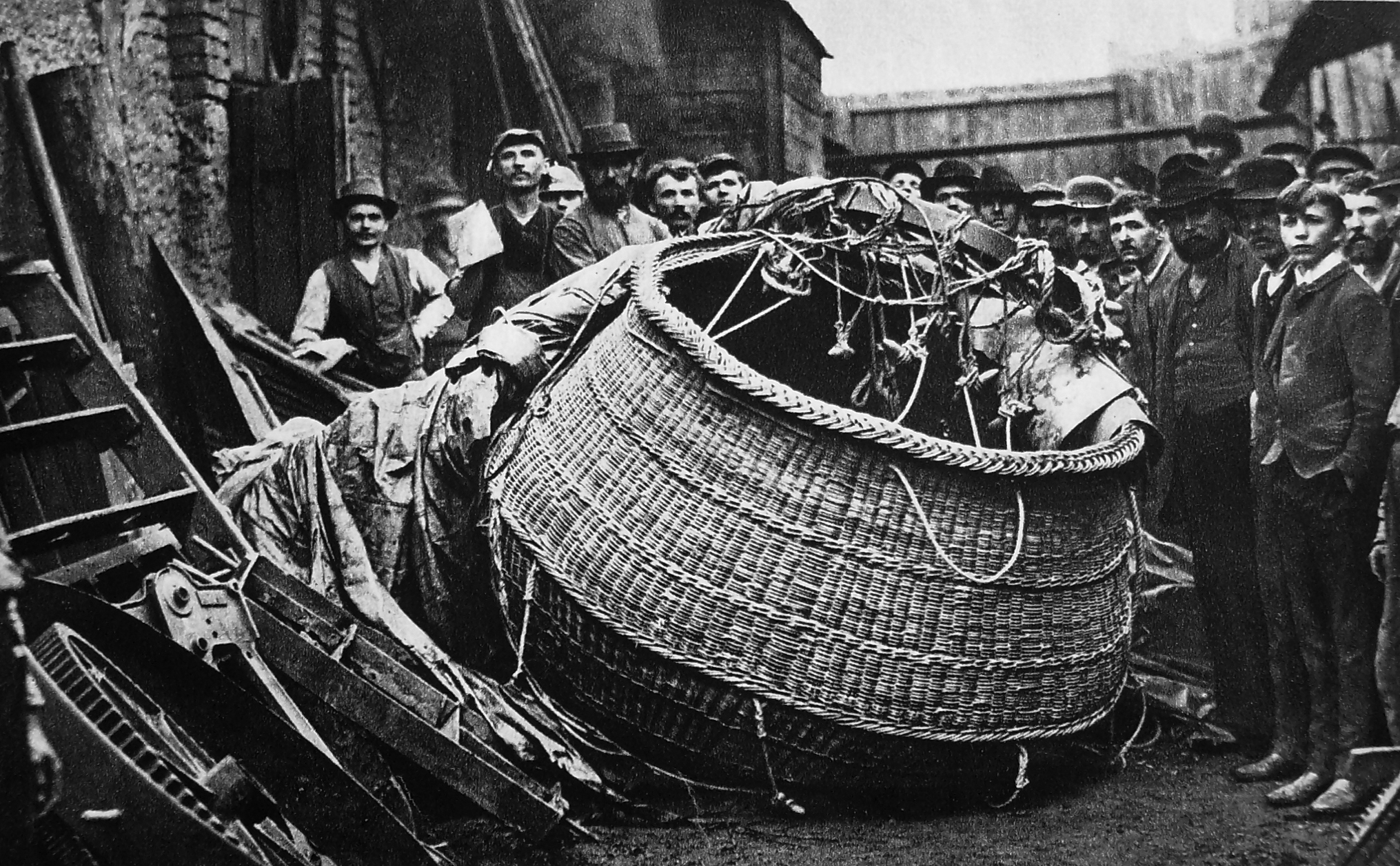
Rudolf Bruner-Dvořák: Pád balonu Kysibelka.
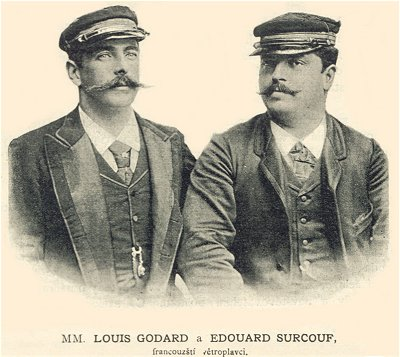
Vzduchoplavci Godard a Surcouf v Praze
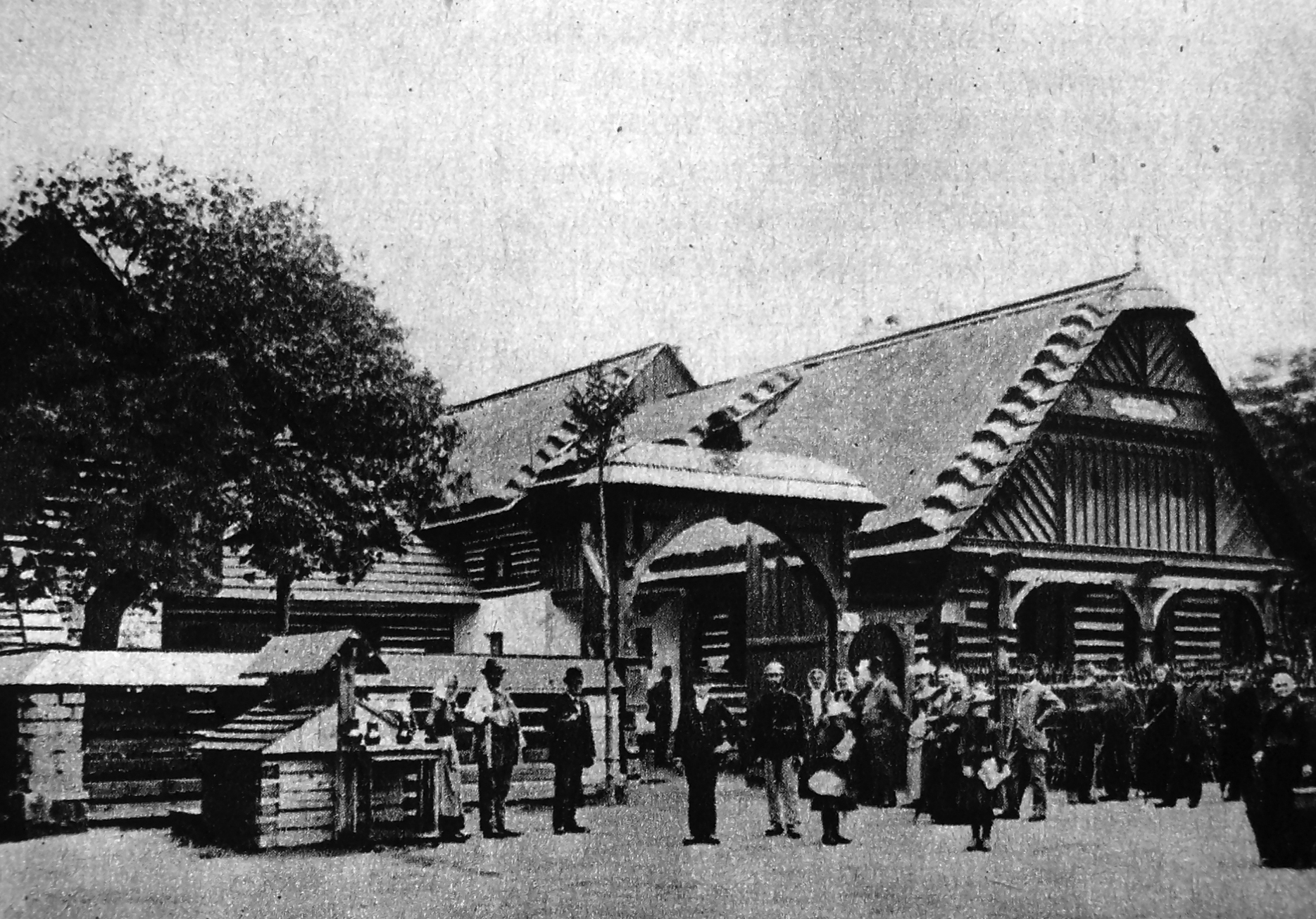
Rudolf Bruner-Dvořák: Staročeská chalupa na Jubilejní výstavě.
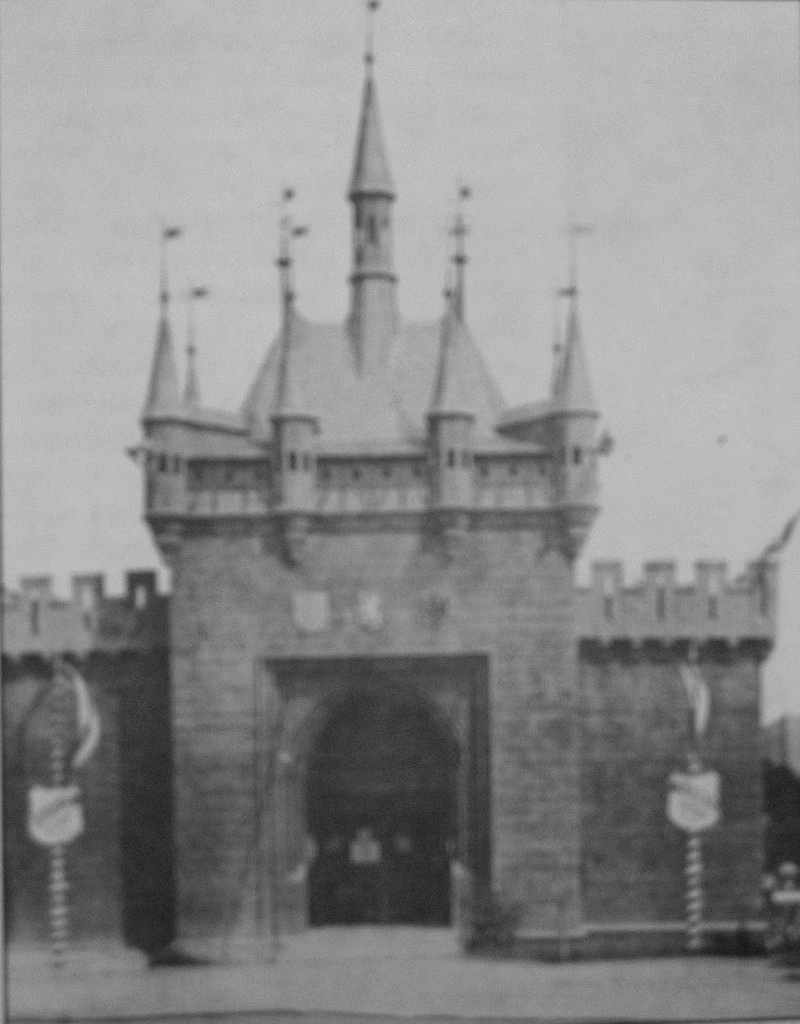
Pavilón českých turistů, Jubilejní výstava Praha 1891
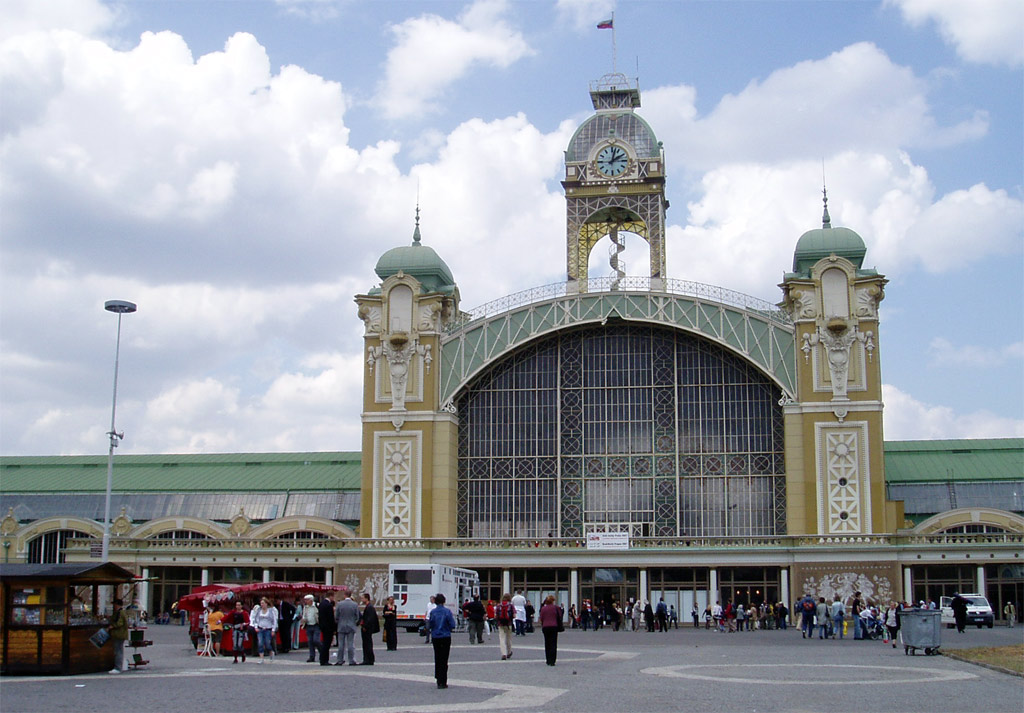
Pražské výstaviště 2007